# 구불 주름창자
구불 주름창자(sigmoid colon, 구불창자, S상 결장, 구불 결장) 또는 구불 잘록창자 또는 골반결장(pelvic colon)은 곧창자와 항문에 가장 가까운 큰 창자의 일부이다.

## 같이 보기
- 주름창자